# 1643
Évszázadok: 16. század – 17. század – 18. század
Évtizedek: 1590-es évek – 1600-as évek – 1610-es évek – 1620-as évek – 1630-as évek – 1640-es évek – 1650-es évek – 1660-as évek – 1670-es évek – 1680-as évek – 1690-es évek
Évek: 1638 – 1639 – 1640 – 1641 –  1642 – 1643 – 1644 – 1645 – 1646 – 1647 – 1648

## Események

### Határozott dátumú események
- február 3. – Gyulafehérváron házasságot köt II. Rákóczi György, akkor váradi kapitány és Báthory Zsófia, a Báthori-család somlyói ágának utolsó sarja.[1]
- április 26. – I. Rákóczi György erdélyi fejedelem Krisztina svéd királynővel szövetségben belép a Habsburg-ellenes szövetségbe.[2]
- május 14. – Apja halála után – a mindössze négy esztendős dauphin – Lajos foglalja el Franciaország és Navarra trónját.[3][4]
- május 19. – A rocroi-i csata,[5] Louis d’Enghien herceg fontos győzelme a spanyolok fölött.
- július 15. – Szelepcsényi György, korábbi novi címzetes püspök tölti be a csanádi püspöki tisztet.[6]
- november 20. – Szelepcsényi György csanádi püspököt áthelyezik a pécsi püspöki székbe.[6]

### Határozatlan dátumú események
- az év folyamán – VIII. Orbán pápa jóváhagyja a kapucinusok szabályzatát.[7]

## Születések
- január 4. – Isaac Newton angol matematikus, fizikus és csillagász († 1727)
- február 25. – II. Ahmed, az Oszmán Birodalom 22. szultánja († 1695)
- március 4. – Frangepán Ferenc Kristóf horvát főnemes, költő. A Wesselényi-összeesküvés egyik vezetője († 1671)
- Bottyán János (Vak Bottyán) kuruc generális vélhető, de nem bizonyos születési éve († 1709)
- Sírfeliratának hibás életkori adata alapján sokáig Zrínyi Ilona grófnő († 1703) születését is 1643-ra tették, de legújabban nagyapjának naplója alapján sikerült tisztázni, hogy 1649. március 20-án vagy 21-én született.

## Halálozások
- március 6. – Nyáry István főajtónálló mester, felsőmagyarországi főkapitány (* 1585)
- május 14. – XIII. Lajos, Franciaország és Navarra királya (* 1601)
- november 29. – Claudio Monteverdi olasz zeneszerző (* 1567)